# Gurkha (Schiff, 1941)
HMS Gurkha (G63) war ein Zerstörer der L-Klasse der Royal Navy im Zweiten Weltkrieg. Das Schiff sollte ursprünglich den Namen Larne erhalten, da alle Schiffe der Klasse einen mit L-beginnenden Namen erhielten. Nach dem Untergang des Tribal-Zerstörers Gurkha am 9. April 1940 sammelten die Offiziere und Mannschaften der Gurkha-Regimenter Geld für einen Ersatzbau, in dem sie alle den Sold eines Tages spendeten. Um diesen Einsatz zu würdigen, wurde die im Bau befindliche Larne als Ersatzschiff ausgewählt und erhielt beim Stapellauf am 8. Juli 1940 den Namen Gurkha.
Der Zerstörer wurde in seiner kurzen Dienstzeit mit den Battle Honours Atlantic 1941, Mediterranean 1941 und Malta Convoys 1941-42 ausgezeichnet.
Bei der Sicherung eines Konvois von Alexandria nach Malta wurde der am 18. Februar 1941 in Dienst gestellte Zerstörer am 17. Januar 1942 vor Sidi Barrani nach weniger als einem Jahr Dienstzeit torpediert und sank nach Übernahme der fast vollständigen Mannschaft durch den niederländischen Zerstörer Isaac Sweers.

## Geschichte des Zerstörers
Die Larne war einer der acht am 31. März 1938 bestellten Zerstörer der L-Klasse. Sie wurde bei Cammell Laird bestellt, wo die Kiellegung am 18. Oktober 1938 als erstes Schiff der Klasse erfolgte. Nachdem im April 1940 der Tribal-Zerstörer Gurkha vor Norwegen versenkt wurde und die Gurkha-Soldaten eine Sammlung für einen Ersatzbau durchgeführt hatten, beschloss die Regierung, die Larne als Gurkha vom Stapel zu lassen, um das Verhalten der Gurkhas zu würdigen und die enge Beziehung der Royal Navy zum Gurkha Regiment zu betonen. Um die Bedeutung der Gurkhas für das Empire zu betonen, wurde der Zerstörer am 8. Juli 1940 von der Tochter Mary des britischen Premierministers Winston Churchill getauft, als er als drittes Schiff der Klasse nach den bei Hawthorn Leslie bestellten Schwesterschiffen Legion und Lightning vom Stapel lief.

### Bewaffnung
Die Zerstörer der L-Klasse sollten sechs 120-mm-Mk.XI-Schiffsgeschütze in drei neuentwickelten, geschlossenen Mk.XX-Zwillingslafetten erhalten. Die verzögerte Produktion der neuen Lafetten führte im Juli 1940 zur Entscheidung, die Gurkha und drei weitere Schiffe der Klasse umzubewaffnen. Sie sollten als neue Hauptbewaffnung acht 102-mm-L/45-Mk-XVI-Geschütze in vier bereits in Serienproduktion befindlichen Doppellafetten erhalten. Dennoch beschleunigte der Rückgriff auf eine vorhandene und lieferbare Hauptbewaffnung die Fertigstellung der vier betroffenen Schiffe nur unwesentlich, da man für diese Waffen und das zusätzliche Zwillingsgeschütz die Aufbauten der vier Schiffe umplanen musste.
Die Flugabwehrbewaffnung im Nahbereich bestand aus einem 40-mm-L/39-Flak-Vierling, zwei einzelnen 20-mm-Oerlikon-Kanonen und zwei 12,7-mm-Vickers-Fla-MG-Vierlingen.
Acht 533-mm-Torpedorohre in zwei Vierlingssätzen und 110 Wasserbomben vervollständigten die Bewaffnung.

### Einsätze
Die Gurkha erreichte bei ihrer Seeerprobung 33,73 kn und wurde am 18. Februar 1941 als erster Zerstörer der L-Klasse in Dienst gestellt und der „11th Escort Group“ zugeordnet. Dass Commander Charles Nugent Lentaigne (* 1901) ihr erster (und einziger) Kommandant wurde, dessen Bruder Joe Lentaigne (* 1899) als Offizier bei den 4th (Prince of Wales’s Own) Gurkhas diente, war sicher kein Zufall.
Am 25. März 1941 rettete die Gurkha zusammen mit der Tartar die Überlebenden der von einer deutschen Condor versenkten Beaverbrae (9956 BRT, 1928) südöstlich von Island.
Auf dem Rückmarsch nach Scapa Flow am folgenden Tag rammte Gurkha ein hölzernes Fischerboot, das sofort sank. Die Schäden durch die Kollision führten zu einem Werftaufenthalt in Rosyth bis in den Juni 1941.
Nach der Reparatur wurde die Gurkha wieder der Konvoisicherung in den Western Approaches zugeteilt. Ab dem 25. August war sie in Gibraltar bei der „4th Destroyer Flotilla“ stationiert, zu der auch die Schwesterschiffe Lance, Legion, Lively sowie die Tribal-Zerstörer Cossack, Maori, Sikh und Zulu gehörten.
Im September begleitete die Gurkha den Träger Ark Royal und dann diese und die Furious bei den Operationen Status I und Status II, bei denen Hurricanes der Royal Air Force von den Trägern nach Malta eingeflogen wurden, die von in Gibraltar gestarteten Blenheim-Bombern geführt wurden. Da bei Status I nur eine am Treffpunkt eintraf, brach die Ark Royal nach vierzehn gestarteten Hurricanes die Operation ab. Bei der Operation Status II starteten 46 Hurricane-Jäger am 13. September von den beiden Trägern und flogen, geführt von sieben Blenheims, nach Malta. Nur die als dritte gestartete Hurricane verunglückte beim Start. Die Sicherung der Träger bildeten das Schlachtschiff Nelson, der Flugabwehrkreuzer Hermione, die vier 102-mm-Flugabwehrzerstörer der L-Klasse sowie die Zerstörer Foresight, Forester und Zulu.
Gurkha nahm im Anschluss mit ihren Schwesterschiffen an einem großen Versorgungskonvoi nach Malta (Operation Halberd) teil. Die aus Großbritannien kommenden Transporter wurden Einheiten der Home Fleet gesichert, unter anderen auch von Laforey und Lightning, zwei Schwesterschiffen, die die ursprünglich geplante 120 mm-Bewaffnung der L-Klasse erhalten hatten. Die vier Flugabwehrzerstörer blieben als Sicherung der schweren Einheiten der Navy vor der Straße von Sizilien zurück, während Laforey und Lightning die zuletzt noch acht Transporter mit vier Kreuzern, weiteren fünf Zerstörern und zwei Hunt-Zerstörern bis nach Malta geleiteten. Nach Aufnahme der Sicherungseinheiten für das letzte Stück der Passage traten alle Einheiten den Rückmarsch nach Gibraltar an, auf dem die Gurkha am 30. September zusammen mit der Legion das italienische U-Boots Adua versenkte.
Ab dem 10. November war die Gurkha im Rahmen der Operation Perpetual erneut mit Ark Royal und der alten Argus in See, die 37 Hurricanes nach Malta starteten. Auf dem Rückmarsch gelang es U 81 die Zerstörersicherung zu durchbrechen und die Ark Royal zu torpedieren, die schließlich kurz vor Gibraltar noch aufgegeben werde musste und sank.
Neben der Sicherung der Vorstöße der Force H unterstützten die Zerstörer der „4th Flotilla“ auch die Sicherung der Geleitzüge von und nach Großbritannien. Dabei versenkten Gurkha und die australische Nestor am 15. Dezember westlich Portugal U 127 mit Wasserbomben.
Die Gurkha wurde dann der Mediterranean Fleet im östlichen Mittelmeer zugeteilt und verließ Gibraltar am 22. Dezember 1941 zusammen mit dem Kreuzer Dido und den Zerstörern Arrow, Foxhound sowie der australischen Nestor, um über Malta nach Alexandria zu verlegen. Der Verband erreichte am 24. Dezember Malta und setzte am 26. den Marsch nach Alexandria mit vier leeren Transportern fort. Das Geleit erreichte trotz Luftangriffen am 29. sein Ziel unbeschädigt.
Der erste Einsatz der Gurkha aus der neuen Basis erfolgte vom 5. bis 9. Januar 1942, als neben drei Leichten Kreuzern und drei weiteren Zerstörern das Auslaufen des Transporters Glengyle bis zum Treffpunkt mit aus Malta kommenden Einheiten der Force K sicherte und von diesen die rückmarschierende Breconshire in Obhut nahm.

### Das Ende derGurkha

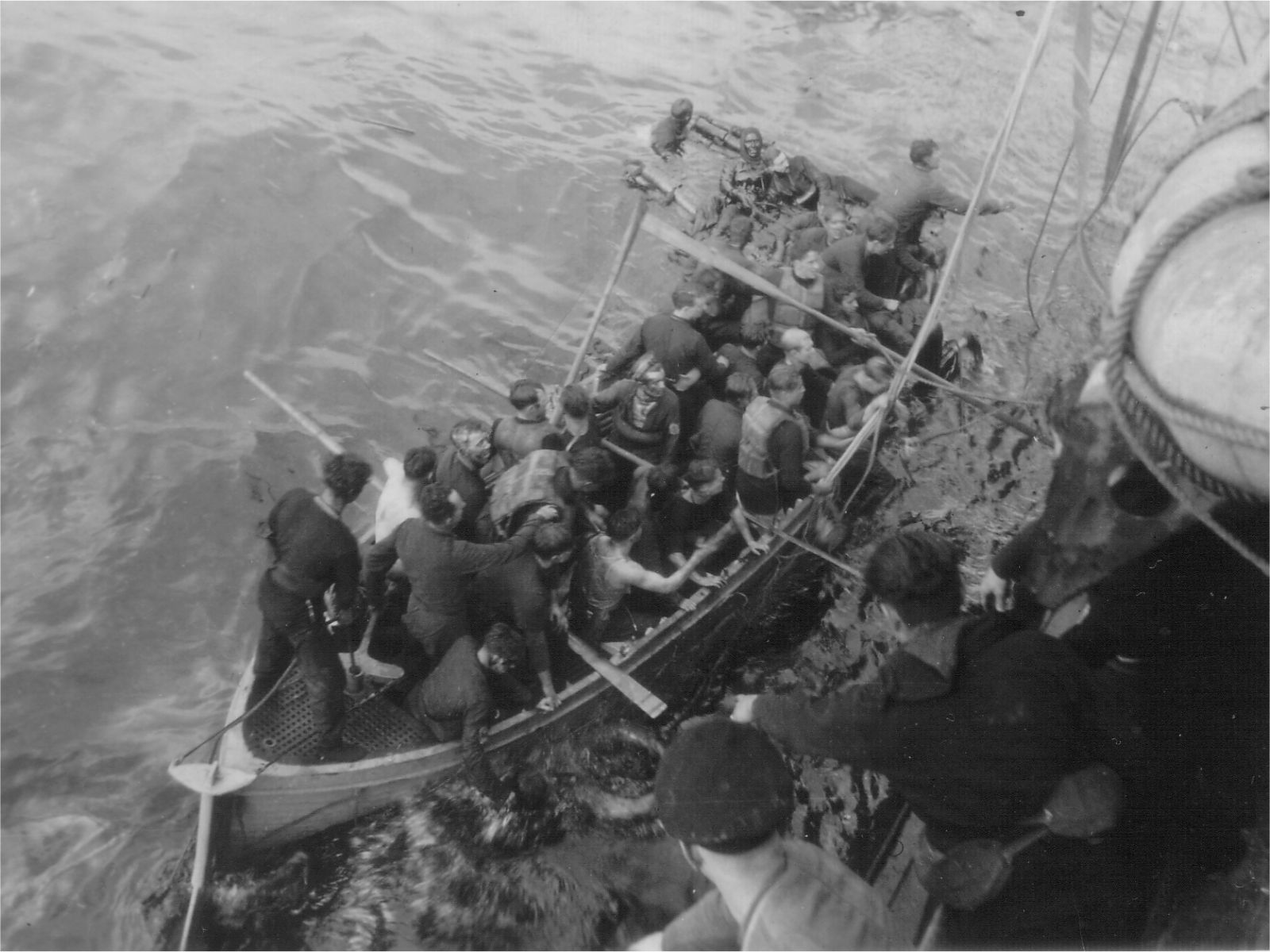
Überlebende der Gurkha werden von Isaac Sweers aufgenommen

Am 16. Januar 1942 verließ die Gurkha mit den Zerstörern Maori, Legion und der niederländischen Isaac Sweers Alexandria, um den Convoy MW8B nach Malta zu geleiten. Die zwei Transporter wurden auf See mit dem bereits ausgelaufenen Convoy MW8A zusammengeführt, dessen zwei Transporter von drei Leichten Kreuzern und fünf Zerstörern gesichert wurden.

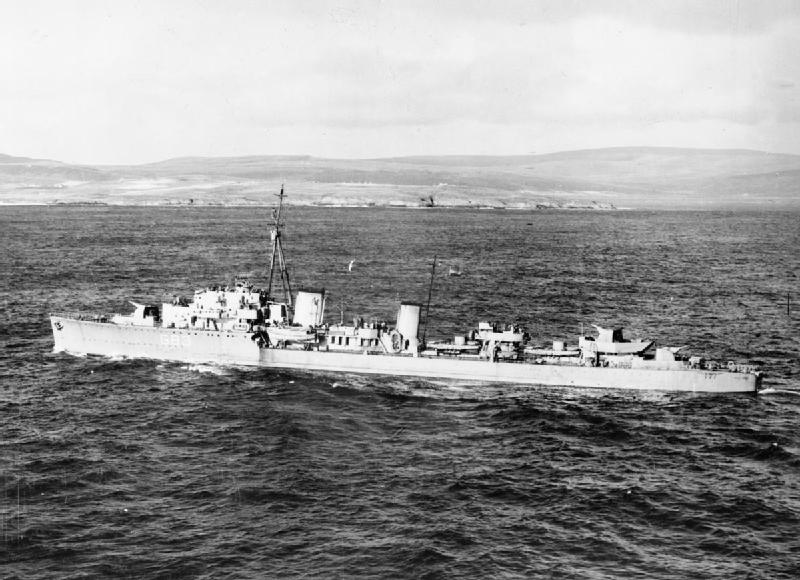
Der niederländische Zerstörer Isaac Sweers

Der Verband der Operation MF 3 wurde am 17. von U 133 westlich von Sollum angegriffen. Die Gurkha wurde von einem Torpedo getroffen und geriet in Brand. Um sie brannte ausgelaufenes Treiböl. Der Isaac Sweers gelang es, den sinkenden Zerstörer aus dem brennenden Ölteppich zu schleppen und die Besatzung der Gurkha bis auf neun Mann zu übernehmen, bevor das Schiff auf der Position auf 31° 50′ 0″ N, 29° 14′ 0″ O sank. Die Überlebenden wurden von der Sweers in Tobruk an Land gegeben.